# 2-乙基汞硫基苯甲酸
2-乙基汞硫基苯甲酸是一种有机汞化合物，化学式为C9H10HgO2S。它可由乙基溴化汞和2-巯基苯甲酸在氢氧化钠水溶液中反应，用盐酸沉淀后得到。其晶体结构通过单晶X射线衍射表征，该化合物以二聚体的形式存在，分子中的羧酸氢和另一分子的羧酸氧以氢键相连。